# Nowaczyzna
Nowaczyzna (deutsch Neumannsruh) ist ein Ort in der polnischen Woiwodschaft Ermland-Masuren. Er gehört zur Gmina Łukta (Landgemeinde Locken) im Powiat Ostródzki (Kreis Osterode in Ostpreußen).

## Geographische Lage
Nowaczyzna liegt 850 Meter westlich des Jezioro Marąg (deutsch Mahrung-See) im Westen der Woiwodschaft Ermland-Masuren, elf Kilometer südwestlich der einstigen Kreisstadt Mohrungen (polnisch Morąg) und 16 Kilometer nördlich der heutigen Kreismetropole Ostróda (deutsch Osterode in Ostpreußen).

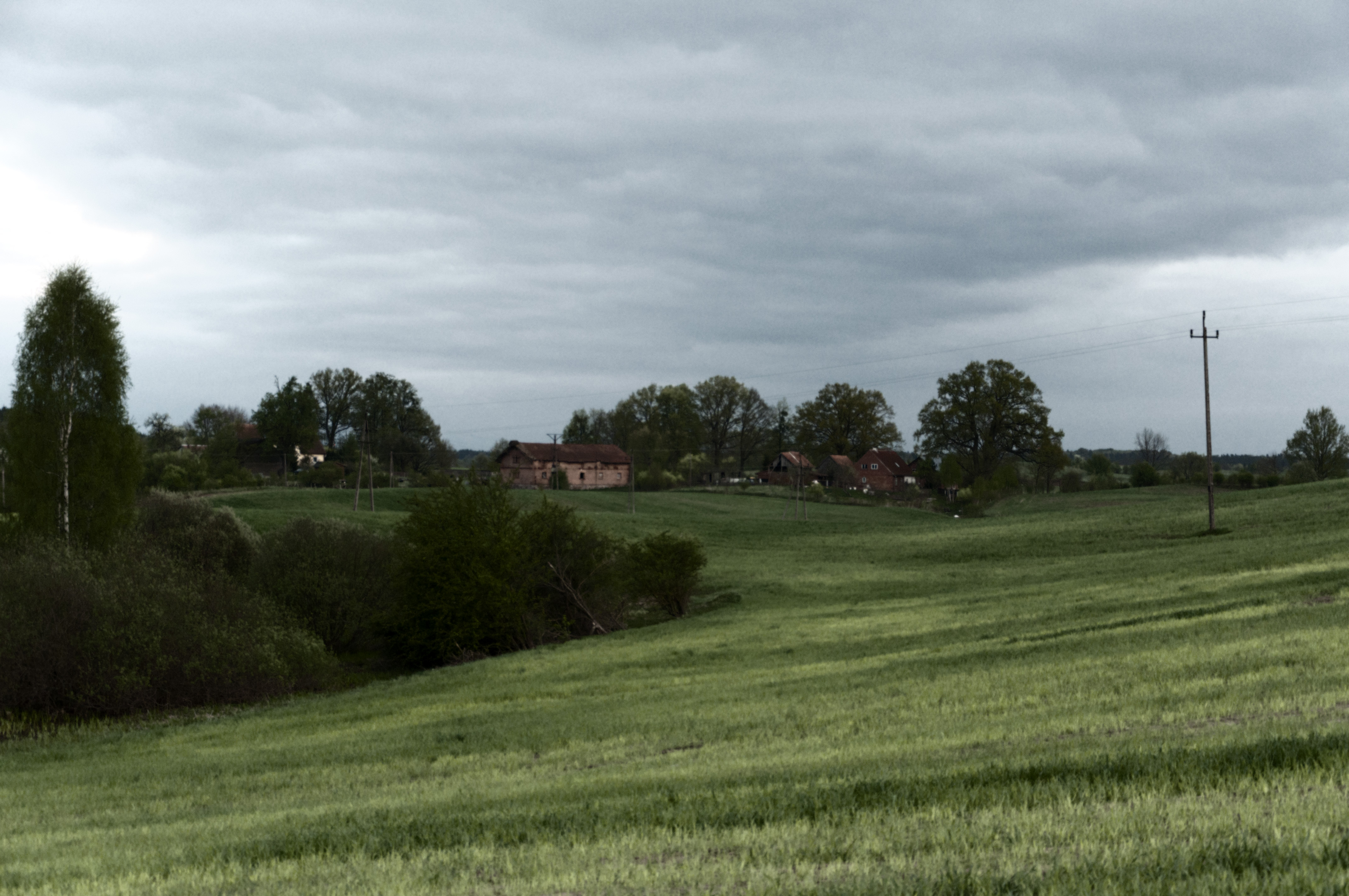
Blick auf Nowaczyzna

## Geschichte
Der bis zum 11. März 1845 Abbau Neumann, danach Neumannsruhe genannte Ort bestand in seinem Kern lediglich aus einem großen Hof. Bis 1945 war er ein Wohnplatz von Eckersdorf (polnisch Florczaki) im ostpreußischen Kreis Mohrungen.
1945 kam Neumannsruh in Kriegsfolge wie das gesamte südliche Ostpreußen zu Polen. Der Ort wurde wieder verselbständigt und erhielt die polnische Namensform „Nowaczyzna“. Heute ist er in das Schulzenamt (polnisch Sołectwo) Florczaki eingegliedert und damit ein Teil der Landgemeinde Łukta (Locken) im Powiat Ostródzki (Kreis Osterode in Ostpreußen), bis 1998 der Woiwodschaft Olsztyn, seither der Woiwodschaft Ermland-Masuren zugehörig.

## Kirche
Bis 1945 war Neumannsruh als Ortsteil von Eckersdorf in die evangelische Kirche Eckersdorf in der Kirchenprovinz Ostpreußen der Kirche der Altpreußischen Union sowie in die römisch-katholische Kirche Mohrungen (polnisch Morąg) eingepfarrt. Heute gehört Nowaczyzna katholischerseits zur Pfarrei Florczaki im Erzbistum Ermland, evangelischerseits zur Kirchengemeinde Morąg, einer Filialgemeinde der Kirche Ostróda (Osterrode in Ostpreußen) in der Diözese Masuren der Evangelisch-Augsburgischen Kirche in Polen.

## Verkehr
Nowaczyzna liegt östlich der Woiwodschaftsstraße 527 (einstige Reichsstraße 133) und ist von Florczaki aus auf direktem Wege zu erreichen. Eine Anbindung an den Bahnverkehr besteht nicht.